# Johann Caspar Bernegger

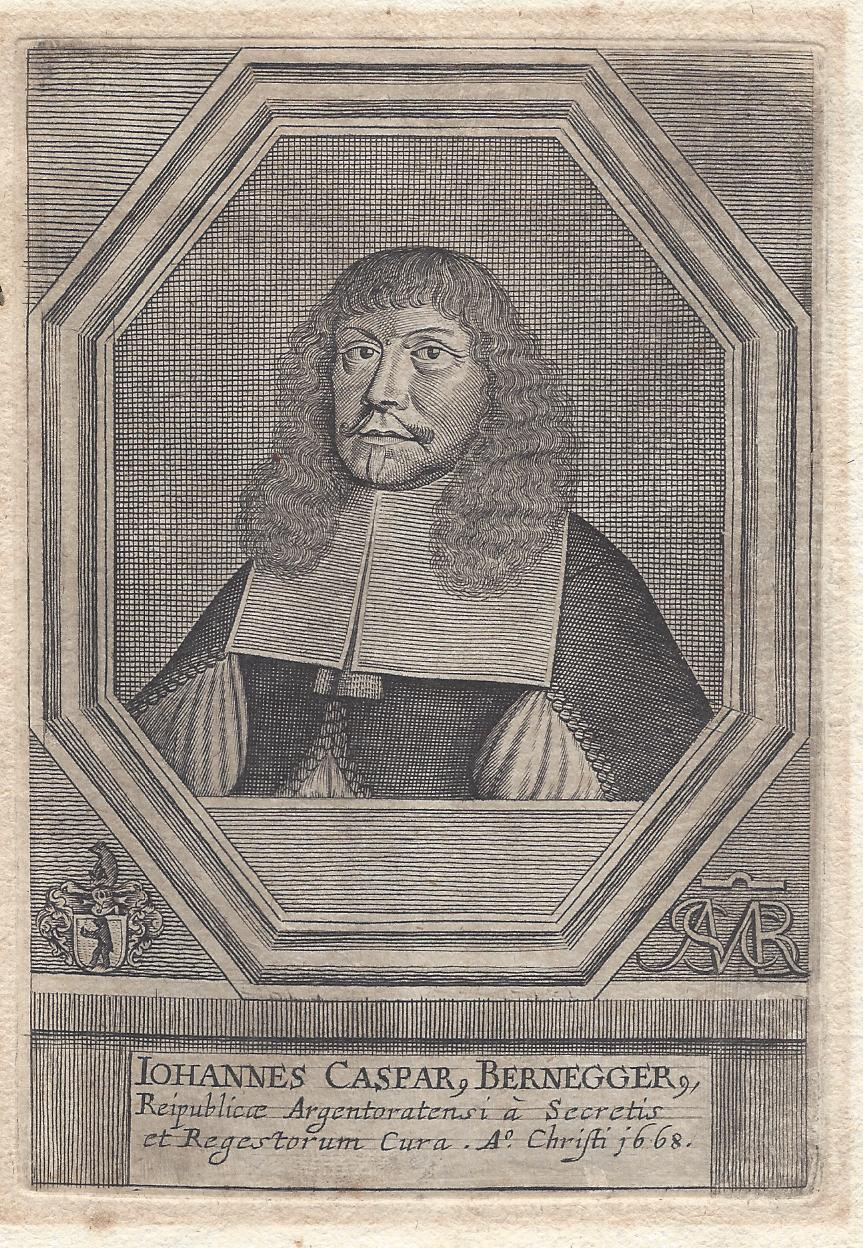
Johann Caspar Bernegger, anonymer Kupferstich 1668

Johann Caspar Bernegger (* 18. März 1612 in Straßburg; † 28. Mai 1675 ebenda) war ein deutscher Jurist, Archivar, Sekretär, Diplomat und im Jahr seines Todes regierender Ammeister (Bürgermeister) von Straßburg.

## Leben
Johann Caspar Bernegger war der Sohn des Philologen und Hochschullehrers Matthias Bernegger aus Hallstatt im Salzkammergut, der aufgrund seines protestantischen Glaubens nach Straßburg ausgewanderte. Er studierte weltliches Recht in seiner Heimatstadt. Nach  seinem abgeschlossenen Studium trat er in den Dienst seiner Heimatstadt und wirkte ab 1638 als Archivar und ab 1640 als Schöffe. Am 22. Januar 1651 wurde er zum Sekretär des Rates ernannt. Am 7. November 1665 wurde er in den Rat der XV und am 24. September 1670 in den Rat der XIII gewählt.
Bernegger vertrat die Stadt Straßburg auf dem Kongress zum Westfälischen Frieden. Wiederholt vertrat er als Diplomat die Stadt Straßburg gegenüber Frankreich und versuchte die Unabhängigkeit der Stadt zu bewahren. Am 7. Januar 1675 wurde er zum 141. Ammeister der Stadt Straßburg gewählt. Er verstarb in der Amtsausübung am 28. Mai 1675. Den Untergang der Republik Straßburg durch die französische Okkupation 1681 erlebte er nicht mehr.
Johann Caspar Bernegger edierte die Werke und den naturwissenschaftlichen Briefwechsel seines Vaters. Er war in erster Ehe ab 1638 mit Magdalena Beinheim (1611–1661), der Witwe des Friedrich von Türckheim, und in zweiter Ehen mit Appoline Sebitz, der Witwe des Rechtsprofessors Johann Sebastian Gambs, verheiratet.

## Schriften
- Descriptio Particulæ Territorii Argentinensis = Kurtze Beschreibung etlicher Stätte/ Schlösser und Dörffer/ welche Vmb Straßburg gelegen/ Vnd auf beygehender Landtaffel benamset werden. 1675.

## Editionen der Werke des Vaters
- Hugonis Grotii & Matthiae Berneggeri Epistolae. Straßburg 1667 u.ö.
- Forma reipublicae Argentoratensis. Simon Pauli, Straßburg 1667.
- Epistolae J. Keppleri & M. Berneggeri. Straßburg 1672.
- Epistolae W. Schickarti & M. Berneggeri. Straßburg 1673.